# Pałac Kirchmayerów w Pleszowie
Pałac Kirchmayerów – zabytkowy budynek, część założenia folwarcznego znajdującego się w Krakowie, w dzielnicy XVIII Nowa Huta przy ul. Suchy Jar 4, w Pleszowie.
Powstał na miejscu dawnego, zburzonego dworu Czartoryskich, poprzednich właścicieli folwarku. Zbudowany przez Wincentego Kirchmayera w 1829 lub 1831 w stylu klasycystycznym. Przebudowany został ok. 1905 przez hr. Kazimierza Osiecimskiego-Hutten-Czapskiego. Dobudowano wówczas wieżę w zachodniej części budynku na której do dzisiaj znajdują się herby właściciela: Lubicz oraz Leliwa. W skład kompleksu wchodzi także park terasowy z pierwotnym systemem stawów. Przed II wojną światową dostosowany na potrzeby mieszczącego się tutaj sierocińca i szpitala dla dzieci.
Od 1992 jest to dom stowarzyszenia Monar (NZOZ MONAR – Ośrodek Rehabilitacyjno-Readaptacyjny w Krakowie).